# Editie NL
Editie NL is een Nederlands nieuwsprogramma van RTL 4. Het sluit aan bij het RTL Nieuws in de RTL Nieuws BV.
Het programma besteedt aandacht aan achtergronden van binnenlands nieuws en aan onderwerpen die een reguliere nieuwsuitzending niet halen. De uitzending wordt afgesloten met het RTL Weer, waarin ook weerfoto's worden getoond die door kijkers zijn ingestuurd. Er wordt gewerkt met een aantal vaste presentatoren, maar ook verschillende invallers alsmede met een aantal wisselende verslaggevers in beeld in de uitgezonden items.

## Geschiedenis
De eerste uitzending was op maandag 7 april 2003 en werd gepresenteerd door Jeroen Latijnhouwers en Elsemieke Havenga. Sindsdien is het programma iedere werkdag te zien van 18.15 tot 18.35 uur. Gedurende het seizoen 2004-2005 was er ook een Editie NL Laat om 22.30 uur. De presentatie van deze late uitzending lag in handen van Roel Geeraedts en Daphne Lammers. In september 2005 werd Editie NL Laat vervangen door het nieuwsprogramma 4 in het Land.
De nieuwsprogramma's van RTL hebben verschillende kleurstellingen. Editie NL is de kleur rood meegegeven, die terugkomt in het decor en de leader.
Op 16 december 2010 werd de 2000ste aflevering van Editie NL uitgezonden. Vanwege dit jubileum konden kijkers zich opgeven om deze speciale uitzending te presenteren. Een jury, onder leiding van oud-presentatrice Elsemieke Havenga, koos uiteindelijk het beste duo. De uitzending van 5 april 2013 stond in het teken van het tienjarig bestaan van het programma.
Sinds 29 augustus 2020 is Editie NL ook in het weekend te zien tussen 18.15 en 18.35 uur met op zondag een beknopte weekoverzicht en de Editie NL quiz.